# Tahir Rzayev
Tahir Rzayev est un homme politique azerbaïdjanais, membre des IIe, IIIe, IVe, Ve et VIe  législatures de l'Assemblée nationale d'Azerbaïdjan.

## Biographie
Tahir Rzayev est né le 24 février 1950 dans le village de Khalfaraddin de la région d'Agjabadi. Il est diplômé de la faculté de philologie de l'Université d'État de Bakou. Il est membre de l'Union des écrivains azerbaïdjanais. Il est l'auteur de 21 livres et articles scientifiques. Il parle russe.

### Carrière
Il est président du Comité de politique agraire de l'Assemblée nationale et membre de la Commission des affaires régionales. Il est chef du groupe de travail sur les relations interparlementaires entre l'Azerbaïdjan et le Qatar, membre des groupes de travail sur les relations avec les parlements de l'Équateur, de l'Afghanistan, de la Norvège et du Pakistan.

### Famille
Tahir Rzayev est marié et a trois enfants.

## Prix
- Ordre de la Gloire[2]